# Pintor de la boda

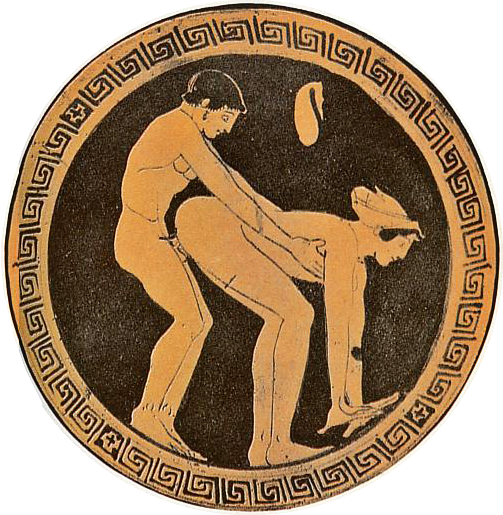
cliente y una prostituta, con la bolsa de dinero colgada en la pared. Interior de un kílix de figuras rojas, c. 480/470 a. C. Múnich, colección privada.

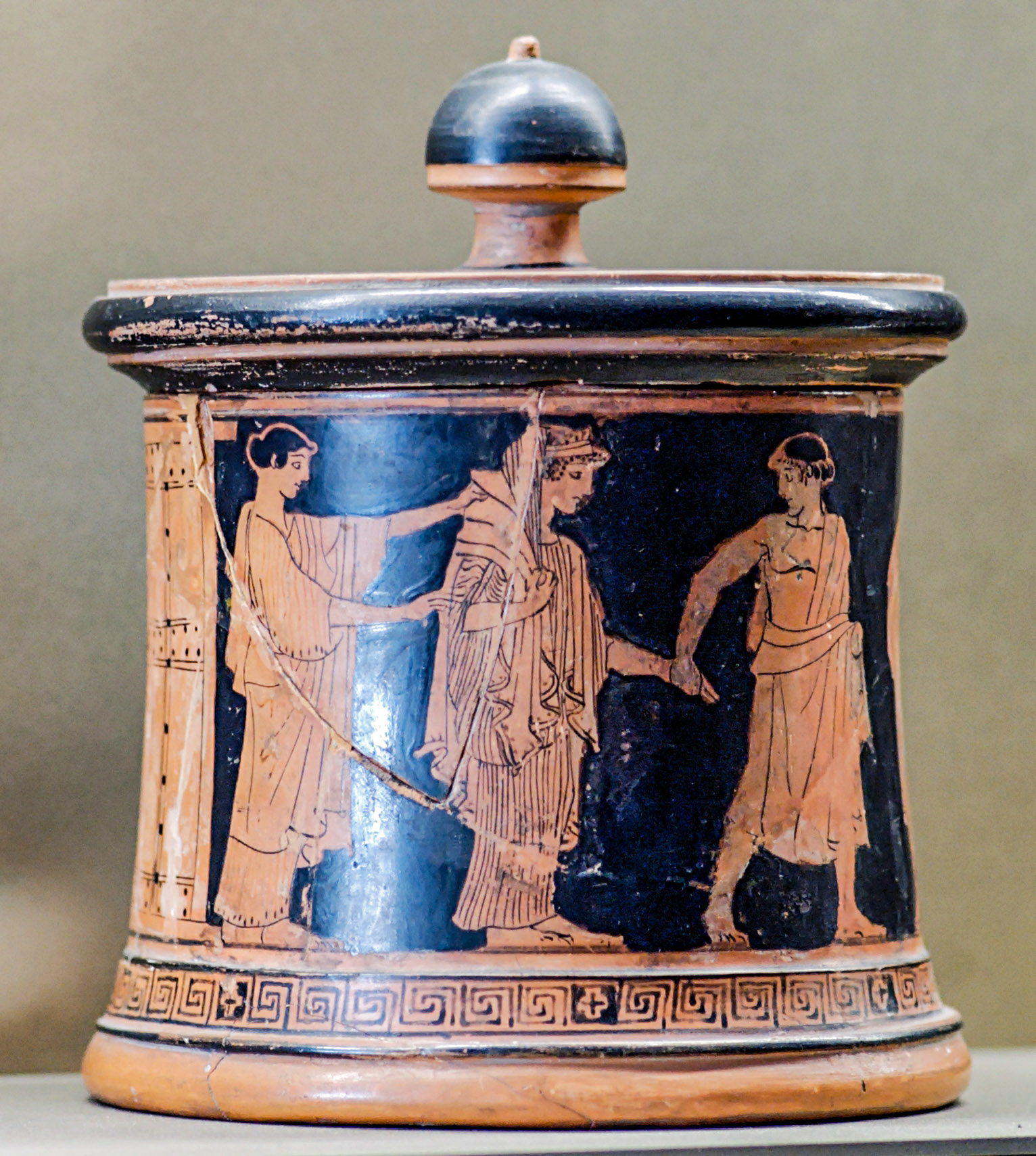
Vaso epónimo del Pintor de la boda, una píxide, ca.470/460 a. C. Louvre L 55.

El Pintor de la boda es el nombre convencional de un antiguo pintor griego de vasos que trabajó en Atenas entre el 480 y el 460 a. C. Pintó con la técnica de figuras rojas. Su vaso epónimo es una píxide en el Louvre que representa la boda de Tetis y Peleo.

## Obras
- Atenas, Museo Arqueológico Nacional

crátera 1388 • píxide 14908
- Barcelona, Museo Nacional de Arqueología de Cataluña

fragmento de una copa 584 • fragmento del soporte de una copa  4339
- Berkeley, Universidad de California, Robert H. Lowie Museum

copa 924 A
- Berlín, Antikensammlung

copa de labios F 2547
- Bolonia, Museo Civico Archeologico

fragmento de la copa 373 • copa 374
- Bonn, Akademisches Kunstmuseum

copa 144 A
- Boston, Museo de Bellas Artes

crátera de campana 95.26
- Chiusi, Museo Archeologico Nazionale

cuenco 1845
- Compiègne, Musée Antoine Vivenel

cuenco 1090 • cuenco 1104
- Ferrara, Museo Nazionale di Spina

escifo T 441
- Florencia, Museo Archeologico Etrusco

fragmento de un cuenco 11 B 10 • ffragmento de un cuenco 17 B 7 • fragmento de un cuenco  20 B 11 • fragmento de un cuenco  PD 28 • fragmento de un cuenco  PD 172 • fragmento de un cuenco  PD 289 • fragmento de un cuenco  PD 563
- Friburgo, Universidad de Friburgo

fragmento de un cuenco
- Londres, Museo Británico

hidria E 226
- anteriormente en Munich, private collection Paul Arndt

cuencos
- anteriormente en New Haven, Clairmont

píxide
- Nueva York, Museo Metropolitano de Arte

píxide 39.11.8
- Padula, Museo Archeologico della Lucania Occidentale nella Certosa di Padula

fragmento del soporte de un cuenco
- París, Museo del Louvre

cuenco CP 10952 • fragmento de un cuenco CP 11605 • fragmento de un cuenco CP 11606 • fragmento de un cuenco CP 11607 • fragmento de un cuenco CP 11608 • fragmento de un cuenco CP 11609 • fragmento de un cuenco CP 11610 • fragmento de un cuenco CP 11611 • cuenco G 269 • cuenco G 630 • píxide L 55
- Praga, Universidad Carolina

lécito 22.62
- Regio de Calabria, Museo Nazionale

2 fragmentos de cuencos • fragmento de un escifo
- Salónica, Museo Arqueológico

fragmento de un cántaros 34.157
- Viena, Museo de Historia del Arte de Viena

crátera de campana 1771 • cuenco 2150
- Winchester, College Museum

cuenco 71